# Pseudanophthalmus
Pseudanophthalmus är ett släkte av skalbaggar. Pseudanophthalmus ingår i familjen jordlöpare.

## Dottertaxa tillPseudanophthalmus, i alfabetisk ordning[1]
- Pseudanophthalmus alabamae
- Pseudanophthalmus audax
- Pseudanophthalmus avernus
- Pseudanophthalmus barberi
- Pseudanophthalmus barri
- Pseudanophthalmus beaklei
- Pseudanophthalmus brevis
- Pseudanophthalmus catorycetes
- Pseudanophthalmus chthonius
- Pseudanophthalmus ciliaris
- Pseudanophthalmus cnephosus
- Pseudanophthalmus conditus
- Pseudanophthalmus desertus
- Pseudanophthalmus digitus
- Pseudanophthalmus egberti
- Pseudanophthalmus elongatus
- Pseudanophthalmus emersoni
- Pseudanophthalmus englehardti
- Pseudanophthalmus eremita
- Pseudanophthalmus exiguus
- Pseudanophthalmus exoticus
- Pseudanophthalmus farrelli
- Pseudanophthalmus fulleri
- Pseudanophthalmus fuscus
- Pseudanophthalmus gracilis
- Pseudanophthalmus gransia
- Pseudanophthalmus guadratus
- Pseudanophthalmus hadenoecus
- Pseudanophthalmus henroti
- Pseudanophthalmus hesperus
- Pseudanophthalmus higginbothami
- Pseudanophthalmus hirsutus
- Pseudanophthalmus hoffmani
- Pseudanophthalmus holsingeri
- Pseudanophthalmus horni
- Pseudanophthalmus hortulanus
- Pseudanophthalmus hubbardi
- Pseudanophthalmus hubrichti
- Pseudanophthalmus humeralis
- Pseudanophthalmus hypertrichosis
- Pseudanophthalmus illinoisensis
- Pseudanophthalmus inexpectatus
- Pseudanophthalmus intermedius
- Pseudanophthalmus intersectus
- Pseudanophthalmus jonesi
- Pseudanophthalmus kerkeleri
- Pseudanophthalmus krameri
- Pseudanophthalmus lallemonti
- Pseudanophthalmus leonae
- Pseudanophthalmus linicola
- Pseudanophthalmus lodingi
- Pseudanophthalmus macradei
- Pseudanophthalmus menetriesii
- Pseudanophthalmus montanus
- Pseudanophthalmus nelsoni
- Pseudanophthalmus ohioensis
- Pseudanophthalmus orlindae
- Pseudanophthalmus orthosulcatus
- Pseudanophthalmus packardi
- Pseudanophthalmus parvicollis
- Pseudanophthalmus parvus
- Pseudanophthalmus petrunkevitchi
- Pseudanophthalmus pholeter
- Pseudanophthalmus pontis
- Pseudanophthalmus potomacus
- Pseudanophthalmus pubescens
- Pseudanophthalmus punctatus
- Pseudanophthalmus pusio
- Pseudanophthalmus puteanus
- Pseudanophthalmus rittmani
- Pseudanophthalmus robustus
- Pseudanophthalmus rotundatus
- Pseudanophthalmus shilohensis
- Pseudanophthalmus sidus
- Pseudanophthalmus solivagus
- Pseudanophthalmus striatus
- Pseudanophthalmus sylvaticus
- Pseudanophthalmus templetoni
- Pseudanophthalmus tenebrosus
- Pseudanophthalmus tenesensis
- Pseudanophthalmus tenuis
- Pseudanophthalmus tiresias
- Pseudanophthalmus troglodytes
- Pseudanophthalmus umbratilis
- Pseudanophthalmus valentinei
- Pseudanophthalmus vicarius
- Pseudanophthalmus youngi